# Hemignathus
Hemignathus (griechisch für „Halbkiefer“) sind eine Gattung kleiner bis sehr großer Kleidervögel, die auf den Hawaii-Inseln endemisch sind. Sie sind durch mehr oder weniger lange, nach unten gebogene, scharfspitzige Schnäbel charakterisiert. Ihre Größe unterscheidet sich stark, aber der Schnabelfirst ist immer gebogen und der Unterkiefer ist, bis auf eine Ausnahme, immer im Profil gewölbt. Das Rückengefieder ist bei den Altvögeln aller Arten olivgrün. Die Unterseite ist gelblich bis olivgrün. Die schmalen Zügel sind dunkelgrau bis schwarz. Der Schnabel ist dunkel bräunlich grau bis schwarz, häufig mit einer hellblauen Basis. Die Weibchen unterscheiden sich von den Männchen durch ihr stumpferes Gefieder. Die immaturen Vögel sind an der Oberseite grünlichgrau und an der Unterseite schmutzig weiß mit blassen Flügelbinden. Das Nahrungsspektrum von Hemignathus variiert von Pflanzenkost über Nektar bis Insektenkost. Der Gesang kann sowohl aus kurzen, ziemlich gleichbleibenden Trillern oder Geflöte als auch aus komplexeren Gezwitscher bestehen.

## Systematik
Innerhalb der Gattung Hemignathus werden die drei Untergattungen Hemignathus (sensu stricto), Akialoa und Heterorhynchus unterschieden. Chlorodrepanis und Viridonia sind ehemalige Untergattungen. Magumma wurde 2008 von der AOU zur eigenständigen Gattung erhoben mit dem Gelbkleidervogel (Magumma parva) als einziger Art.

### Hemignathus
Diese Untergattung ist durch spitze, lange und nach unten gebogene Schnäbel charakterisiert. Ihr Nahrungsspektrum umfasst Nektar und Insekten, auch kleinere Wirbeltiere werden erbeutet. Ein charakteristisches  Jagdverhalten bei (H. lucidus) gilt unter Baumrinden verborgenen Insektenlarven: Mit dem Unterschnabel werden die Rinden eröffnet, mit dem feinen langen Oberschnabel die Beute hervorgeholt.

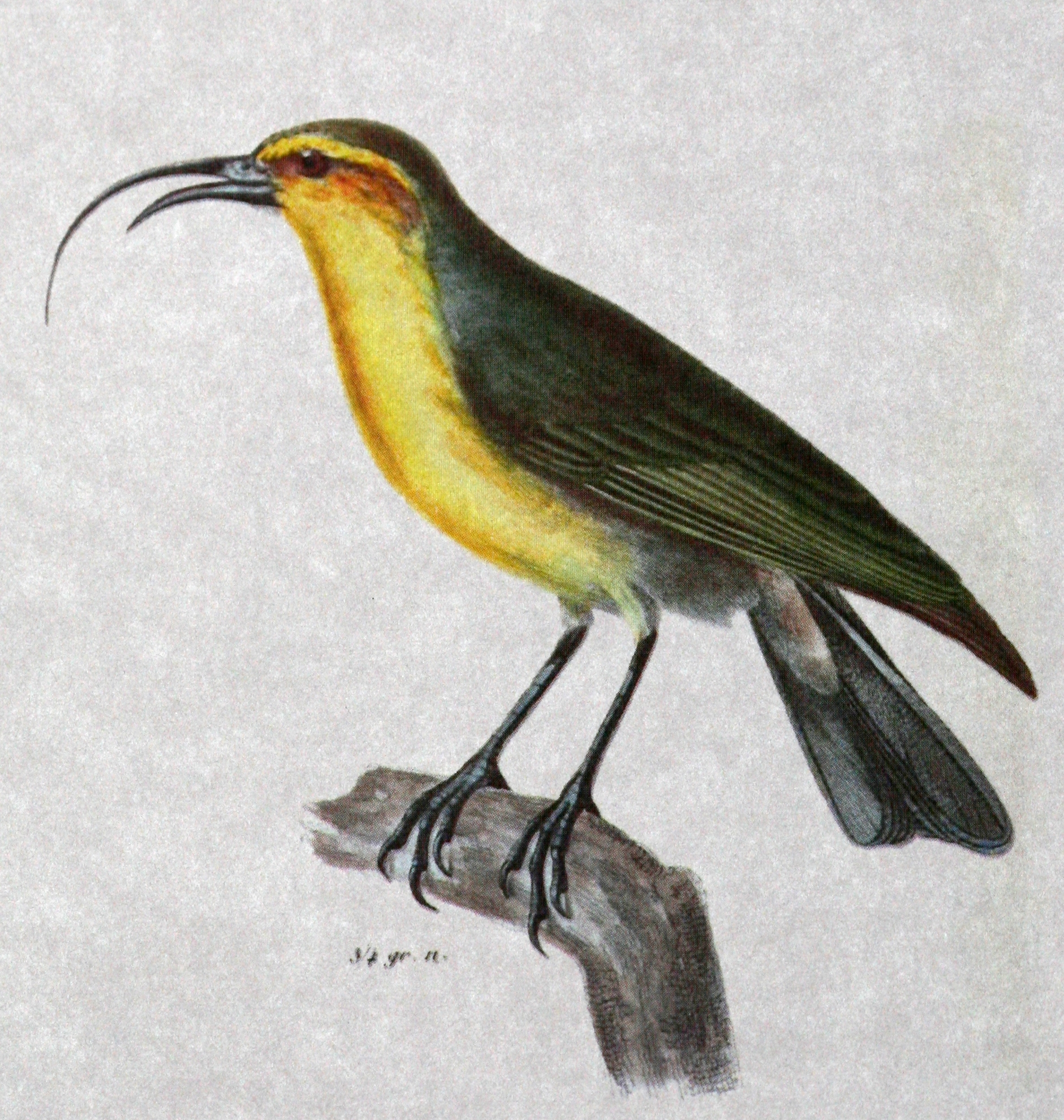
Bild Jean-Gabriel Prêtre: Nukupuu (Hemignathus lucidus)

- Kauai-Amakihikleidervogel Hemignathus kauaiensis. Verbreitung: Kauai (zeitweise in eigener Untergattung Chlorodrepanis, Synonym: Chlorodrepanis stejnegeri)
- Oahu-Amakihikleidervogel Hemignathus flavus. Verbreitung: Oahu (zeitweise in eigener Untergattung Chlorodrepanis, Synonyme: Chlorodrepanis flava, Viridonia chloris, Nectarinia flava, Hemignathus chloris)

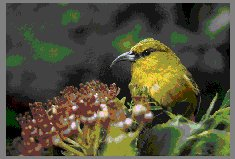
Hawaii-Amakihikleidervogel (Hemignathus virens)

- Hawaii-Amakihikleidervogel Hemignathus virens. Verbreitung: Hawaii (zeitweise in eigener Untergattung Chlorodrepanis, Synonyme: Chlorodrepanis virens, Certhia virens)
- † Einsiedler-Grünkleidervogel (Hemignathus sagittirostris). Verbreitung: Hawaii (zeitweise in eigener Untergattung Viridonia) (1901 ausgestorben)
- † Hemignathus vorpalis. Verbreitung: Hawaii (nur durch subfossiles Material bekannt)
- † Oahu-Sichelkleidervogel Hemignathus lucidus. Verbreitung: Oahu (1837 ausgestorben)

- - † (?) Maui-Sichelkleidervogel Hemignathus affinis. Verbreitung: Maui (Vermutlich ausgestorben, letzter zuverlässiger Nachweis 1995)
  - † (?) Kauai-Sichelkleidervogel Hemignathus hanapepe. Verbreitung: Kauai (Vermutlich ausgestorben, letzter zuverlässiger Nachweis 1995)

### Akialoa
Charakterisiert durch lange, nach unten gebogene Schnäbel. Hauptsächlich Nektarfresser.

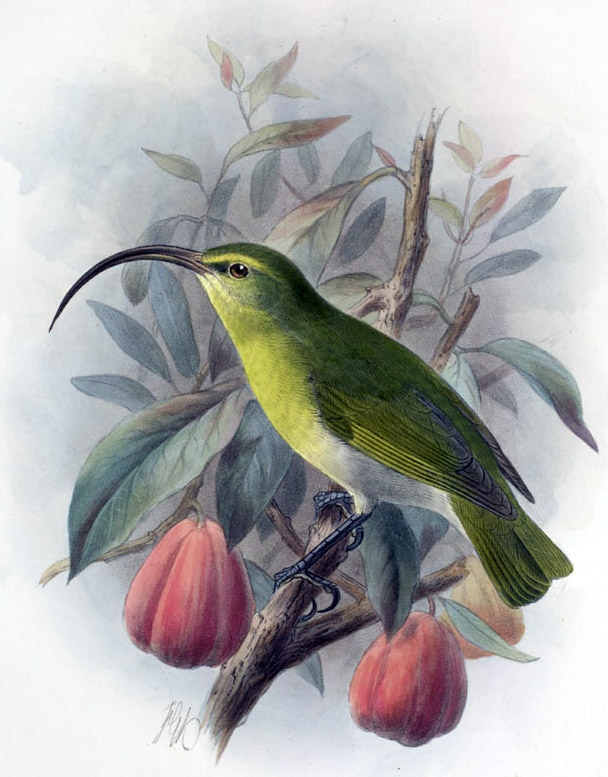
Akialoa (Hemignathus ellisianus)

- † Oahu-Akialoa Hemignathus ellisianus (Synonym: Hemignathus lichtensteini). Verbreitung: Oahu (die letzte zuverlässige Sichtung war 1892)
- † Kauai-Akialoa Hemignathus stejnegeri. Verbreitung: Kauai (1965 zuletzt gesichtet)
- † Lanai-Akialoa Hemignathus lanaiensis. Verbreitung: Lanai (die letzte zuverlässige Sichtung war 1894)
- † Hawaii-Akialoa Hemignathus obscurus. Verbreitung: Hawaii (1940 ausgestorben)
- † Hemignathus upupirostris. Verbreitung: Kauai und Oahu (nur durch subfossiles Material bekannt)

Eine unbeschriebene Art, die in der Schnabelmorphologie Ähnlichkeiten mit Hemignathus upupirostris aufweist, ist subfossil von der Insel Maui bekannt.

### Heterorhynchus
Ehemals als eigenständige Gattung betrachtet. Der Oberschnabel ist lang und nach unten gebogen, der Unterschnabel kurz und kräftig. Die Hauptnahrung besteht aus Insekten.
- Hawaii-Sichelkleidervogel oder Akiapolaau Hemignathus munroi (Synonyme: Hemignathus wilsoni, Heterorhynchus wilsoni). Verbreitung: Hawaii